# Cyperus papyrus madagascariensis
Cyperus papirus subsp. madagascariensis (Willd.) Kük. è una pianta acquatica della famiglia delle Cyperaceae, diffuso in Tanzania e in Madagascar, ove è nota con il nome di zozoro.